# Ligne de Pécs à Magyarbóly par Villány
La ligne de Pécs à Mohács ou ligne 65 est une ligne de chemin de fer de Hongrie. Elle relie Pécs à Mohács.